# Robbie Elliott
Robert James „Robbie“ Elliott (* 25. Dezember 1973 in Gosforth) ist ein ehemaliger englischer Fußballspieler. Der linke Außenverteidiger war vor allem als Spieler von Newcastle United bekannt. Größter Erfolg war der Gewinn der Vizemeisterschaft mit den „Magpies“ in der Saison 1996/97. Zuvor hatte er zwei U-21-Länderspiele für England absolviert.

## Sportlicher Werdegang

### Newcastle United
Elliott wurde in Gosforth, einem Stadtteil von Newcastle, geboren und schloss sich als Fußballer im Jahr 1989 in der Heimat Newcastle United an. Zwei Jahre später wurde er mit einem ersten Profivertrag ausgestattet und er gehörte zu einer Reihe junger Spieler, die unter dem argentinischer Trainer Osvaldo Ardiles ihre Chance erhielten – neben Elliott waren dies Steve Watson, Steve Howey, Alan Thompson und Lee Clark. Debütiert hatte er vor Ablauf der Zweitligasaison 1990/91 bei der 0:3-Auswärtsniederlage am 12. März 1991 gegen den FC Middlesbrough. Auf seiner angestammten Position des linken Verteidigers konkurrierte er aber mit dem beliebten John Beresford, der 1992 vom FC Portsmouth verpflichtet worden war, so dass seine Bewährungschancen rar waren. Er blieb jedoch fester Bestandteil des Kaders und nach Newcastles Aufstieg 1993 in die Premier League machte Elliott unter Trainer Kevin Keegan beachtliche Fortschritte. Er absolvierte fünfzehn Erstligapartien in der Saison 1993/94, die Newcastle überraschend als Aufsteiger auf dem dritten Abschlusstabellenplatz landen ließ. Am ersten Spieltag der folgenden Saison 1994/95 schoss er auswärts gegen Leicester City (3:1) sein erstes Premier-League-Tor und ließ zum Saisonende gegen Leeds United (1:2) einen zweiten Treffer folgen, in einer Zeit, als er sich vorübergehend einen Stammplatz erkämpft hatte. Obwohl er im Herbst 1995 zu zwei U-21-Länderspielen für England kam, verlief für Elliott die Spielzeit 1995/96 in Newcastle enttäuschend und nach gerade einmal sechs Ligaeinsätzen mehrten sich die Spekulationen über einen Wechsel zu den Blackburn Rovers. Der Transfer kam jedoch nicht zustande. Stattdessen versuchte Elliott um einen Stammplatz zu kämpfen und tatsächlich sollte die anschließende Saison 1996/97 für seinen Karrierehöhepunkt sorgen. Nicht nur schoss er sieben Premier-League-Tore für die „Magpies“ in 29 Partien (darunter ein 1:0-Siegtreffer gegen den FC Arsenal); dazu wurde Newcastle Vizemeister hinter Manchester United – dem Verein, bei dem er sich als Schüler schon einmal vorgestellt hatte. Nach dem Weggang von Trainer Keegan setzte dessen Nachfolger Kenny Dalglish nicht mehr auf Elliott und akzeptierte im Juli 1997 ein Transferangebot in Höhe von 2,5 Millionen Pfund von den Bolton Wanderers, die kurz zuvor in die Premier League aufgestiegen waren.

### Bolton Wanderers
Elliott war zu diesem Zeitpunkt Boltons Rekordtransfer und so war die Erwartung groß, dass er für Bolton mehr Spielpraxis sammeln würde, dazu an der Seite von Ex-Newcastle-Mannschaftskameraden wie Alan Thompson, Peter Beardsley und Scott Sellars. Es geschah jedoch der „Worst Case“, als er sich bei seinem ersten Heimspiel-Einsatz gegen den FC Everton im Duell mit Tony Thomas nach gerade einmal 30 Minuten einen doppelten Beinbruch einhandelte. Dadurch verpasste er den kompletten Rest der Saison 1997/98 und musste tatenlos zusehen, wie Bolton wieder in die Zweitklassigkeit abstieg. Ende Oktober 1998 kehrte er anlässlich einer Partie im Ligapokal gegen Norwich City zurück und besorgte einen Treffer selbst. Sukzessive arbeitete er sich in die Mannschaft, die es in die Playoffs für den Aufstieg in die Premier League schaffte. Dort stand Elliott in der Mannschaft, die im Finale mit 0:2 unterlag. Im Jahr darauf versuchte sich das mittlerweile von Sam Allardyce betreute Team erneut in den Playoffs. Hier war jedoch bereits im Halbfinale Endstation und Elliott wurde bei der Rückspielniederlage gegen Ipswich Town aufgrund einer Tätlichkeit gegenüber David Johnson vom Platz gestellt.
Oft wurde über eine Rückkehr Elliotts in die Premier League spekuliert, zumal er in Bolton einer der Top-Verdiener war. Er verblieb jedoch ein letztes Jahr bei dem Klub, dem letztlich im dritten Playoff-Versuch die ersehnte Erstligarückkehr gelang. Im Entscheidungsspiel wurde dabei Preston North End mit 3:0 besiegt, wobei Elliott erst in der 79. Minute für Per Frandsen eingewechselt worden war. Zwei Tage später endete Elliotts Vertrag in Bolton und er entschloss sich im Juli 2001 zu einer ablösefreien Rückkehr zu Newcastle United.

### Karriereherbst
Elliott war primär als Teil des erweiterten Kaders vorgesehen, aber mit 27 Erstligaeinsätzen in der Saison 2001/02 kam er auf eine beachtliche Ausbeute. Dies änderte sich in den folgenden beiden Jahren, als er lediglich zwei weitere Premier-League-Spiele absolvierte. Eine Verletzungsmiserie im Klub sorgte dann dafür, dass er in der Spielzeit 2004/05 wieder gelegentlich zum Zuge kam und dabei 17 Erstligaspiele bestritt – wie auch in der folgenden Saison 2005/06, wenngleich er nicht mehr als „erste Wahl“ galt. Er half zumeist in der Innenverteidigung und als Linksverteidiger aus, bevor ihn der talentierte Peter Ramage endgültig verdrängte und Elliott im Sommer 2006 freigestellt wurde.
Elliott stellte sich danach ohne Erfolg bei Leeds United vor, bevor er sich im August 2006 mit Newcastles Erzrivalen AFC Sunderland einigte. Vor Beginn der Zweitligasaison 2006/07 unterschrieb er einen zunächst auf einen Monat beschränkten Vertrag und debütierte bei einer 1:3-Niederlage bei Southend United. Seine letzte Partie absolvierte er für die „Black Cats“ am 17. Oktober 2006 gegen Stoke City, in der er in einem Zweikampf Rory Delap das Bein brach.
Nach dem Jahreswechsel gelang es ihm im zweiten Anlauf, bei Leeds United unterzukommen. Den Verein, der mit einer 10-Punkte-Strafe belegt worden war, konnte er jedoch nicht vor dem Abstieg bewahren und so endete Mitte 2007 das Engagement nach nur acht Pflichtspieleinsätzen. In seiner letzten Saison 2007/08 absolvierte Elliott nochmals 16 Einsätze für den Drittligisten Hartlepool United.

## Nach der aktiven Karriere
Im Anschluss an seine aktive Laufbahn kehrte Elliott zu Newcastle United als Fitness- und Konditionstrainer zurück. Diese Aufgabe endete nach gut einem Jahr in Folge von Turbulenzen im Verein. Daraufhin zog es ihn in die Vereinigten Staaten, wo er zunächst für den nationalen Fußballverband und später für das Sportartikelunternehmen Nike aktiv war. Elliott war danach Mitglied des Vorstands bei der US-amerikanischen Mixerfirma Vejo und gründete später mit der No3 Sports Consulting Agency seine eigene Beratergesellschaft. Jenseits des Fußballs rief er mit der Robbie Elliott Foundation eine Stiftung ins Leben, die Gelder für die Sir Bobby Robson Foundation und die Brustkrebsforschung sammelt.